# Uádi Seguelil
Uádi Seguelil (em francês: Oued Seguellil / Oued Séguélil; em árabe: وادي سكليل) é um uádi na Mauritânia. Ele começa no Planalto de Adrar e segue em direcção a sudoeste, passando pela cidade de Atar até se perder nas areias ao redor.
O Planalto de Adrar perto de Atar é rico em gargantas como o oued el Abiod. A maioria destas gargantas deságua no leito do uádi Seguelil, resultando numa série de piscinas e riachos intermitentes. 20 quilómetros a sul de Atar encontra-se a polémica barragem Seguellil, inaugurada em 2019. O rio perde-se nas areias ao norte do sopé ocidental do Planalto de Adrar.